# Michel Saïdi
Michel Saïdi es un deportista francés que compitió en piragüismo en la modalidad de eslalon. Ganó tres medallas en el Campeonato Mundial de Piragüismo en Eslalon entre los años 1985 y 1989.

## Palmarés internacional
| Campeonato Mundial | Campeonato Mundial            | Campeonato Mundial | Campeonato Mundial |
| Año                | Lugar                         | Medalla            | Competición        |
| ------------------ | ----------------------------- | ------------------ | ------------------ |
| 1985               | Augsburgo (RFA)               | Medalla de plata   | C2 por equipos     |
| 1987               | Bourg-Saint-Maurice (Francia) | Medalla de oro     | C2 por equipos     |
| 1989               | Río Savage (Estados Unidos)   | Medalla de oro     | C2 por equipos     |